# Громадянська дипломатія
Громадянська дипломатія, або народна дипломатія (англ. citizen diplomacy, people's diplomacy) — політична концепція пересічних громадян, які беруть участь як представники країни чи виразники ідей або мимовільно, або зумисно. Громадянська дипломатія може відбуватися, коли офіційні канали ненадійні або небажані: наприклад, якщо дві країни офіційно не визнають уряди одна одної, громадянська дипломатія може бути ідеальним інструментом політики держави. Громадянська дипломатія не обов'язково має вигляд прямих переговорів між двома сторонами, вона може набути форми наукових обмінів, культурних обмінів або міжнародних спортивних подій.
Громадянська дипломатія може доповнювати офіційну дипломатію або підважувати її. Деякі країни забороняють подібні зусилля другого рівня, якщо вони суперечать офіційній зовнішній політиці.
|  | Громадянська дипломатія — це концепція, згідно з якою людина має право, навіть обов'язок, допомагати формувати зовнішні відносини США, «одне рукостискання за раз». Громадянськими дипломатами можуть бути студенти, викладачі, спортсмени, митці, ділові люди, гуманітарії, шукачі пригод або туристи. Вони мотивовані відповідальністю вступати з рештою світу у змістовний, взаємовигідний діалог. |

Один із піонерів громадянської дипломатії, фізик Роберт Фуллер, у 1970-х і 1980-х роках часто їздив до Радянського Союзу, намагаючись стишити холодну війну. Після розпаду СРСР Фуллер продовжив цю роботу в політичних гарячих точках по всьому світу та розвинув ідею зменшення «рангізму» з метою просування миру. Вираз «громадянська дипломатія» уперше вжив Девід Гофман у статті про доробок Фуллера, яка вийшла друком у часописі Co-Evolution Quarterly у 1981 році.[джерело?] Антиядерні групи, такі як Clamshell Alliance і ECOLOGIA, прагнули перешкоджати політиці США через «низові» ініціативи з радянськими та (пізніше) колишніми радянськими групами.
Поняття громадянської дипломатії нерідко в українській літературі перекладають з іноземних мов як громадська дипломатія, проте існує розмежування цих понять: перша означає діяльність різноманітних фізичних і юридичних осіб, інститутів громадянського суспільства незалежно від держави в інтересах держави, суспільства або всього людства (а в назві відображається суб'єкт її здійснення), тоді як остання означає діяльність держави або під її керівництвом чи за державні кошти в межах зовнішньої політики держави задля реалізації національного інтересу (тут назва вказує на адресата діяльності). Також громадською часто називають публічну дипломатію.
Водночас іще за часів СРСР існувало поняття «народна дипломатія», яке нині зазвичай ототожнюється з громадянською дипломатією. Її головними засадами функціонування є самостійність у власних діях і рішеннях та незалежність від державних структур.
Існує також дипломатія міст — форма міжнародного співробітництва, яку, зважаючи на її формальну незалежність від зовнішньої політики держави та спрямованість на забезпечення національних інтересів, визнають близькою до народної/громадянської дипломатії.

## Додаткова література
- Attias, Shay. (2013). Israel's new peer to peer diplomacy. The Hague Journal of Diplomacy, 7(4), 473—482.
- Gelder, Melinda. Meeting the Enemy, Becoming a Friend. Bauu Institute: Dec 2006. ISBN 0972134956
- Gopin, Marc. To Make the Earth Whole: The Art of Citizen Diplomacy in an Age of Religious Militancy. Rowman & Littlefield: June 2009. ISBN 0742558630
- Mattern, Douglass. Looking for Square Two: Moving from War and Organized Violence to Global Community. Millennial Mind Pub: June 2006. ISBN 1589823575
- Patterson, David S. The Search for Negotiated Peace: Women's Activism and Citizen Diplomacy in World War I. Routledge: Dec 2007. ISBN 0415961416
- Phillips, David L. Unsilencing the Past: Track two Diplomacy And Turkish-Armenian Reconciliation. Berghahn Books: Feb 2005. ISBN 1845450078